# 香港2008年5月

## 5月31日
（請按此參閱當天之報章頭條）

## 5月30日
- 山頂纜車120周年紀念，單程優惠價港幣3毫，吸引數千名乘客排隊，纜車公司決定將是日服務延至凌晨12時。不過由於打蛇餅嚴重，經警方商議後，決定6時停止進場。 明報

## 5月29日
（請按此參閱當天之報章頭條）
- 候任商務及經濟發展局副局長蘇錦樑，宣布放棄加拿大國籍，以免國籍問題使爭議糾纏不清。政制及內地事務局局長林瑞麟重申，《基本法》未有規定副局長不可擁有外國居留權，但尊重他們的決定。 明報
- 電盈公布重組計劃，將固網電話、流動電話、媒體業務和資訊科技解決方案業務，重組入一家新公司旗下。電盈之後會將新公司45%股權出售給其他投資者，電盈亦不排除新公司日後會獨立上市。 明報
- 受一道低壓槽影響，天文台在早上一度發出黃色暴雨警告，其間錄得逾2,500次閃電，及接獲收到六個水浸報告。在大雨下，荃灣有專線小巴突然拋錨，車上九個乘客被困，要由消防員抱下車。 明報
- 廉政公署「探射燈行動」搗破窩輪造市詐騙衍生產品投資者的貪污集團，拘捕29人。明報

## 5月28日
（請按此參閱當天之報章頭條）
- 邵氏及電視廣播發出通告，指仍未就出售股權達成協議。《英國金融時報》引述消息指，碧桂園主席楊國強以銀行融資及向恒地主席李兆基借入私人貸款共100億港元，以收購邵氏兄弟74.58%股權。 明報

## 5月27日
（請按此參閱當天之報章頭條）
- 新地召開董事會，宣布即時免去郭炳湘的主席職務及轉任非執行董事，其母鄺肖卿則接任主席一職，而公司的業務及決策仍由郭炳湘之弟郭炳江及郭炳聯執行。新地新聞稿[永久]

## 5月26日
（請按此參閱當天之報章頭條）
- 高院上訴庭拒絕批出禁制令，禁止新地召開董事會表決是否罷免郭炳湘。法官羅傑志指法庭不應干預公司職位任免，亦無沒有證據指董事局與郭炳湘有休假後復職的協議。 明報

## 5月25日
（請按此參閱當天之報章頭條）
- 港燈和長春社在南丫島增設了三條生態旅遊徑，並設置教育資訊牌以介紹各種樹木和岩石等資訊。旅遊事務專員區璟智指生態旅遊徑可吸引更加外國遊客來港，冀能有更多私營機構開拓旅遊景點。 明報
- 一批專上學生在網上號召組織義工團，擬到四川協助汶川大地震災民，但民政事務局常任秘書長尤曾家麗指內地災情仍未穩定，部分地區甚或爆發疫症，呼籲市民勿自行前往救災。 明報

## 5月24日
（請按此參閱當天之報章頭條）
- 黃金泳灘海沙流失情況嚴重，部分設施要暫時關閉，有泳客表示泳灘的沙明顯越來越少，擔心底下的石頭會弄傷小童。康文署表示，正評估瞭望台結構是否安全，下周會再視察以決定下一步行動。 明報

## 5月23日
（請按此參閱當天之報章頭條）
- 東鐵將進行翻新工程，以迎接啟用百周年紀念。鐵路公司表示，將來的東鐵車站會強調大自然元素，並保留自然通風及天然光等設計，預計全部工程最快於2016年完成。 港鐵公司新聞稿 （页面存档备份，存于）

## 5月22日
（請按此參閱當天之報章頭條）
- 行政長官曾蔭權委任九名政治助理，包括協助財政司的葉根銓、環境局蔡少綿、勞福局莫宜端、發展局張文韜、財經事務及庫務局伍潔鏇、教育局楊哲安、民政事務局徐英偉、食物及衛生局陳智遠及保安局盧奕基。 香港政府新聞公報 （页面存档备份，存于）

## 5月21日
（請按此參閱當天之報章頭條）

## 5月20日
（請按此參閱當天之報章頭條）
- 行政長官曾蔭權委任首批8名副局長，分別為商務及經濟發展局蘇錦樑、政制及內地事務局譚志源、教育局陳維安、環境局潘潔、財經事務及庫務局梁鳳儀、食物及衛生局梁卓偉、民政事務局'許曉暉，以及運輸及房屋局邱誠武。 香港政府新聞公報 （页面存档备份，存于）

## 5月19日
（請按此參閱當天之報章頭條）
- 香港各界因應中國全國哀悼，一連三天下半旗致哀，並於下午2時28分汶川地震發生一刻進行默哀悼念。 明報

## 5月18日
- 因應中國為汶川大地震進行三天全國哀悼，香港所有政府機構及學校將於5月19日至21日下半旗誌哀，並於翌日暫停幻彩詠香江激光表演，行政長官曾蔭權呼籲社會各界視乎情況，配合哀悼活動。 明報

## 5月17日
- 瑪利諾修院學校正式被列為香港法定古蹟。 明報

## 5月16日
（請按此參閱當天之報章頭條）

## 5月15日
（請按此參閱當天之報章頭條）
- 前亞視藝員、民建聯油尖旺區議員劉志榮於伊利沙伯醫院病逝，享年56歲，其議席空缺將由政府當局另定補選日期。 明報

## 5月14日
（請按此參閱當天之報章頭條）

## 5月13日
（請按此參閱當天之報章頭條）
- 汶川大地震發生後翌日，香港各界陸續開始救災工作。 明報
  - 行政長官曾蔭權對地震造成嚴重傷亡感哀痛，港府已向已向立會建議撥款3.5億港元以助救災，並組織一支20人的救援隊伍協助救援，而各區民政事務署及郵局亦會於明午起接收市民的救災捐款。
  - 香港多個團體發起賑災行動，其中李嘉誠基金會、香港樂施會及聯合國兒童基金會等機構已捐出逾四千萬港元賑災，而香港紅十字會除捐出五十萬元外，晚上亦會派員赴川協助救災。
- 長洲搶包山比賽凌晨舉行，三屆冠軍郭嘉明未能蟬聯，以715分屈居第二。而攀石教練黎志偉則以778分勝出。郭嘉明表示雖衛晃失敗，但並無失望。而黎則相信自己已發揮水準，相信是郭壓力太大而落敗。 明報

## 5月12日
- 四川發生7.8級強烈地震，香港亦受震波影響，市民感到震動。 
  - 香港天文台於14時31分錄得四川的地震，震央位於香港西北方約1450公里。當局接獲逾20名市民報告，指在港九新界多處感到震動，天文台表示這是歷年距離香港最遠的有感地震。
  - 消防接報有人在元朗橫洲路福達工廈頂樓處感搖晃，消防到場後疏散大廈內逾百人。大廈經檢查證實大廈結構安全，並將大廈解封，消防估計震動與四川地震有關。 明報
  - 香港旅遊業議會表示，目前有十多個香港旅行團在四川，該會暫末收到求助報告，旅客亦安全無恙。另因成都雙流機場全面關閉，最少七班往來香港與華中、西南以及歐洲的航班出現延誤。 明報
  - 入境處在地震後接獲14宗港人求助個案及25宗查詢，主要是在港的家人未能與當事人聯絡。入境處會透過駐京辦與內地部門保持密切聯繫，了解事件及為有需要的港人提供一切可行協助。 明報
- 長洲太平清醮飄色巡遊下午舉行，今年有16個表演隊伍參與。不少隊伍均以北京奧運作主題，引來不少遊人歡呼。全日有逾32,000人乘船前往長洲，長洲島內餐廳食肆亦座無虛席。 明報
- 已故資深體育新聞主播伍晃榮於香港殯儀館設靈。喪禮採用天主教儀式舉行，靈堂中央擺放了伍的遺照，行政長官曾蔭權及多家傳媒機構均有致送花圈。伍晃榮將於明早出殯，靈柩奉移長沙灣墳場安葬。 明報

## 5月11日
- 醫管局於未來一周將採取新措施，避免病人資料外洩。局方將派發已加密的USB記憶棒，並限制員工把載有病人資料記憶體帶離醫院範圍。局方冀新措施能加強病人資料的保密程度。 明報
- 不少子女乘母親節送花或到與母親到酒樓品茗。隨經濟向好，酒樓母親節的生意較平日佳，晚市套餐更於個多星期前已訂滿。而花墟多家花店的店主均指鮮花的售價和去年相若。 [永久]
- 不少市民乘假期提早到長洲參觀太平清醮，負責製造平安包的餅店表示，近日每天均售出過萬個平安包，即使因來料價增加而加價一元，但估計仍會供不應求，而平安包所衍生的精品銷售額亦較去年為佳。 [永久]

## 5月10日
（請按此參閱當天之報章頭條）
- 特區政府舉行地方行政高峰會，約800名區議員、地區人士及政府部門代表出席會議。 香港政府新聞公報 （页面存档备份，存于）
  - 行政長官曾蔭權在致詞時，認為地方行政是政府施政的根本，而指出民政事務專員如同地區特首，須主動推進社區建設及協助落實政府各項施政，並須與區議會及地區團體合作，三者缺一不可。
  - 另曾蔭權又宣佈延長公共圖書館的開放時間，33間主要及分區圖書館將於一年內延長開放時間至每周70小時，並將新界區圖書館擴展至每周七天服務，政府將提供所需的額外人力及財政資源。
- 元朗朗屏邨珠屏樓發生三級火警，三人吸入濃煙不適送院。火警於早上7時52分發生，並於8時10分升為三級。消防處共動用三條消防喉及六隊煙帽隊灌救，於早上9時09分將火救熄。  明報

## 5月9日
（請按此參閱當天之報章頭條）
- 珠寶商人謝瑞麟向旅行社提供非法回佣，被判監39個月。法官指案情嚴重，而說謊已成謝瑞麟珠寶公司的內部習慣。但考慮謝瑞麟患有心臟病且無案底而輕判。 明報
- 東航一班抵港的航班遇到氣流，航機於下午二時由上海浦東機場出發，有乘客指飛機突然下墜，有人被拋上半空，機管局接報後須派救護車接載傷者，事故中最少8人受傷。 明報
- 一名永安旅遊前領隊於追討離職補償時，獲判小費是薪金一部分，資方不服上訴但被駁回。法官指導遊須24小時服務顧客，故小費應列入薪金中。業界擔心判決或會改變其營運模式，使服務質素下降。 明報[]
- 政府拍賣西貢白沙灣住宅用地，以1650萬港元成交，拍賣官滿意賣價，但認為地皮面積較小，故對後市參考作用不大。有業界人士指成交價遠超附近地皮的紀錄，同區發展商或會趁機出售單位。 明報
- 恒指服務公司為恒指進行季度檢討，將電盈和長建剔出恒指成份股，但加入中國鋁業和騰訊，於6月10日生效。恒指成份股數目將維持43隻，但中資股份比例則有增加。 明報
- 涉謀殺少女王嘉梅的23歲被告丁啟泰，在九龍城法院提堂。控方指警方透過電話紀錄，發現王最後打出的電話是聯絡被告，於是將之拘捕，被告在警誡下表示將王殺死。案件押後至5月15日再提堂。 明報
- 香港電台前助理節目主任曾月娥，被控以弟弟及母親名義，申領11萬港元撰稿費，在區域法院被裁定14項欺詐罪名成立。法官等候被告背景及社會服務令報告，將案押後至6月4日判刑，期間被告獲准保釋。 大公報

## 5月8日
（請按此參閱當天之報章頭條）
- 一名新入職的入境事務主任疑違規下載高度機密文件回家參考，其後資料疑經FOXY軟件外洩。入境處長白韞六已訓示所有職員必須妥善處理文件，如確定有人違規，會作出適當紀律處分。 [永久]
- 就匯豐銀行觀塘分行客戶資料外洩事件，該行亞太區主席鄭海泉向受影響客戶致歉，又承諾會檢討處理事件的手法。他指遺失的資料已經加密，亦不包括客戶的帳戶密碼，相信被盜用的機會不大。 明報
- 皇后碼頭的組件被存放在大嶼山政府爆炸品倉庫內。當局將存放組件的儲存倉與爆炸品倉庫分開，並設有溫濕調節。由於這是香港首項混凝土保育工程，當局正興建一臨時倉庫，讓碼頭上蓋亦可放到室內。 明報
- 香港馬術隊首獲奧運參賽資格，他們在5月7日於德國哈根市的特別資格賽中取得奧運參賽的「能力證明書」。馬術隊成員對取得參賽資格感興奮，相信有助推動馬術運動的發展。 明報
- 警方初步調查相信失蹤少女王嘉梅已遇害，落案控告一名24歲男子謀殺罪，5月9日在九龍城法院提堂。同案被捕的另一名24歲男子，獲准保釋候查。另警方是日再到石硤尾街現場調查，並在污水渠及附近取證。 明報
- 高院下令廣管局撤銷對香港電台節目《同志．戀人》的強烈勸籲，法官指有關節目沒有任何偏袒，質疑廣管局的決定是否正確。廣管局表示現時不宜作任何評價，而港台則重申製作節目時不會迴避敏感題材。 明報

## 5月7日
（請按此參閱當天之報章頭條）
- 匯豐銀行觀塘分行於4月遺失一部電腦伺服器，當中載有一批客戶的敏感資料，但未透露有多少客戶受到影響。有存戶對銀行未有通知客戶感不滿，香港金融管理局亦已要求匯豐採取即時及適當的補救措施。 明報
- 警方扣留兩名男子協助調查，懷疑他們與失蹤少女王嘉梅的案件有關。警方帶同其中一名男子到石硤尾街一個單位調查，又派蛙人到九龍城碼頭附近搜索，當局相信王嘉梅或被人殺害並被棄屍。 明報

## 5月6日
（請按此參閱當天之報章頭條）
- 政府發表諮詢文件，建議訂立跨行業競爭法，以打擊四類反競爭行為，並設獨立委員會及審裁處，調查及審理違犯有關案件。政府即日會展開三個月的公眾諮詢，並冀於08/09立法年度將草案交立會審議。 香港政府新聞公報 （页面存档备份，存于）

## 5月5日
（請按此參閱當天之報章頭條）
- 香港政府在07/08年度的稅收創歷年新高，達2,006億港元，升幅29%。稅收中以印花稅增幅最大，整體印花稅牧增加逾倍。而經濟持續增長，就業人士收入普遍增加，使利得稅及薪俸稅收亦有顯著升幅。 香港政府新聞公報 （页面存档备份，存于）
- 市建局通過觀塘市中心重建計劃，將一次過收購重建區內1,600個業權，估計涉及140億港元，當局方取得測量師估價後，會於本年12月提出收購建議。為減低對市民的影響，局方於完成收購後會分階段重建。 市建局新聞稿
- 西貢旅遊巴事故再添一名死者，在北區醫院留醫的一名45歲女傷者，在搶救5日後在5月5日下午最終傷重不治，車禍累積死亡人數達到19人。文匯報 （页面存档备份，存于）、商業電台[永久]

## 5月4日
（請按此參閱當天之報章頭條）
- 過百名赤柱居民遊行，要求保留區內唯一的資助小學聖德蘭學校。該校因下學年小一收生不足而面臨殺校。居民指一旦殺校便會使子女上學的交通費大增，對小朋友的身心也不太健康。 明報

## 5月3日
（請按此參閱當天之報章頭條）
- 報販協會及發行商鑑於通脹加劇，建議報館將香港中文報紙的零售價調高最少一港元，並禁止連鎖店調低零售價，免造成惡性競爭。香港報業公會強調，報章加價與否，由各報章自行決定。 明報

## 5月2日
（請按此參閱當天之報章頭條）
- 奧運火炬接力順利完成，約15萬名市民夾道在現場觀看。蘋果日報、  明報、大公報
  - 政府在尖沙咀文化中心舉行起跑儀式，北京奧組委執行副主席楊樹安首先接過火炬，然後交給行政長官曾蔭權，曾蔭權在高舉火炬後，將火炬交予首棒火炬手，奧運風帆金牌得主李麗珊，並展開火炬傳送。
  - 曾蔭權對香港成為聖火返回中國國土首站感無上光榮，而奧運象徵友誼、平等及團結，是香港賴以成功的核心價值。港協暨奧委會會長霍震霆表示，奧運聖火相距44年後重臨香港，令全港市民均感興奮。
  - 大批市民早於清晨時，已在彌敦道兩旁準備迎接聖火，更有旅客於凌晨3時多已到場守候。他們大多均穿上紅色衣服，當火炬手經過時，他們均情緒高漲，心情激動，不斷高呼支持口號並揮動中國國旗。
  - 聖火在中午運抵沙田，大批市民冒雨在途經路段守候迎接聖火，在城門河岸打氣。火炬手在途經沙田多處地方後抵達石門龍舟中心，並由施幸余手持火炬乘龍舟跨越城門河。
  - 聖火於隨後進入香港奧運馬術場地及沙田馬場，多名火炬手以不同方法圍繞馬場一圈，並由馬術運動員鄭文傑騎著馬並燃點聖火盆。隨後沙田馬場舉行大型社區慶祝活動，約16,000名市民參與。
  - 奧運火炬離開沙田馬場後，由專車送抵紅磡繞道及經九龍公眾碼頭，並由香港小交響樂團音樂總監葉詠詩等四人接力在渡輪傳送火炬。期間有警方及消防的船隊護航，消防船沿途噴水致意。
  - 聖火在經過港島區多條街道後，由單車選手黃金寶從港協暨奧委會會長霍震霆手中接過火炬棒，現場市民高聲歡呼。黃金寶將送火炬至灣仔金紫荊廣場並燃點聖火盆，標誌聖火接力傳遞結束。
  - 北京奧組委副主席楊樹安在閉幕禮上表示，聖火在中國境內第一站的傳遞順利完成，向全世界展示了東方之珠的獨特魅力，值得香港人及中國人自豪。他又對香港市民期盼奧運的熱情，留下深刻美好印象。
  - 政務司長唐英年亦表示，火炬傳送充分體現和諧之旅主題，留下鼓舞人心的一幕，並成為香港美好的集體回憶。他預祝餘下的火炬接力活動圓滿進行，在華夏大地傳播奧運精神及和諧大同的夢想。

## 5月1日
（請按此參閱當天之報章頭條）
- 一輛旅遊巴士在西貢公路近南邊圍一個迴旋處失事翻側，全車壓向路旁的隔音屏障，18名乘客死亡，44人受傷，事件為香港港第二宗死亡人數最多車禍。肇事司機已被警方拘捕。 明報、維基新聞

## 有用參考連結
- 網站：雅虎香港 | Google香港 | 香港政府新聞網 | 新浪網新聞
- 報章：明報 | 明報即時新聞網 | 成報 | 蘋果日報 | 星島日報 | 香港經濟日報 | 大公報 | 文匯報 | am730 | 南華早報 | 頭條日報 | 晴報 |
- 電台：商業電台 | 新城電台 | 香港電台 | 澳門電台
- 電視：有線新聞 | 無綫新聞 | 亞視新聞 | now新聞台| 澳門電視台
- 其他：英文維基新聞（香港） | 英文維基新聞（澳門） | 網政廿一 | 獨立媒體 | BBC中文網 | Oh My News 國際版本 | 亞洲時報 | 獨立新聞在線 | 全球之聲 | 香港人網